# Injecció de tinta

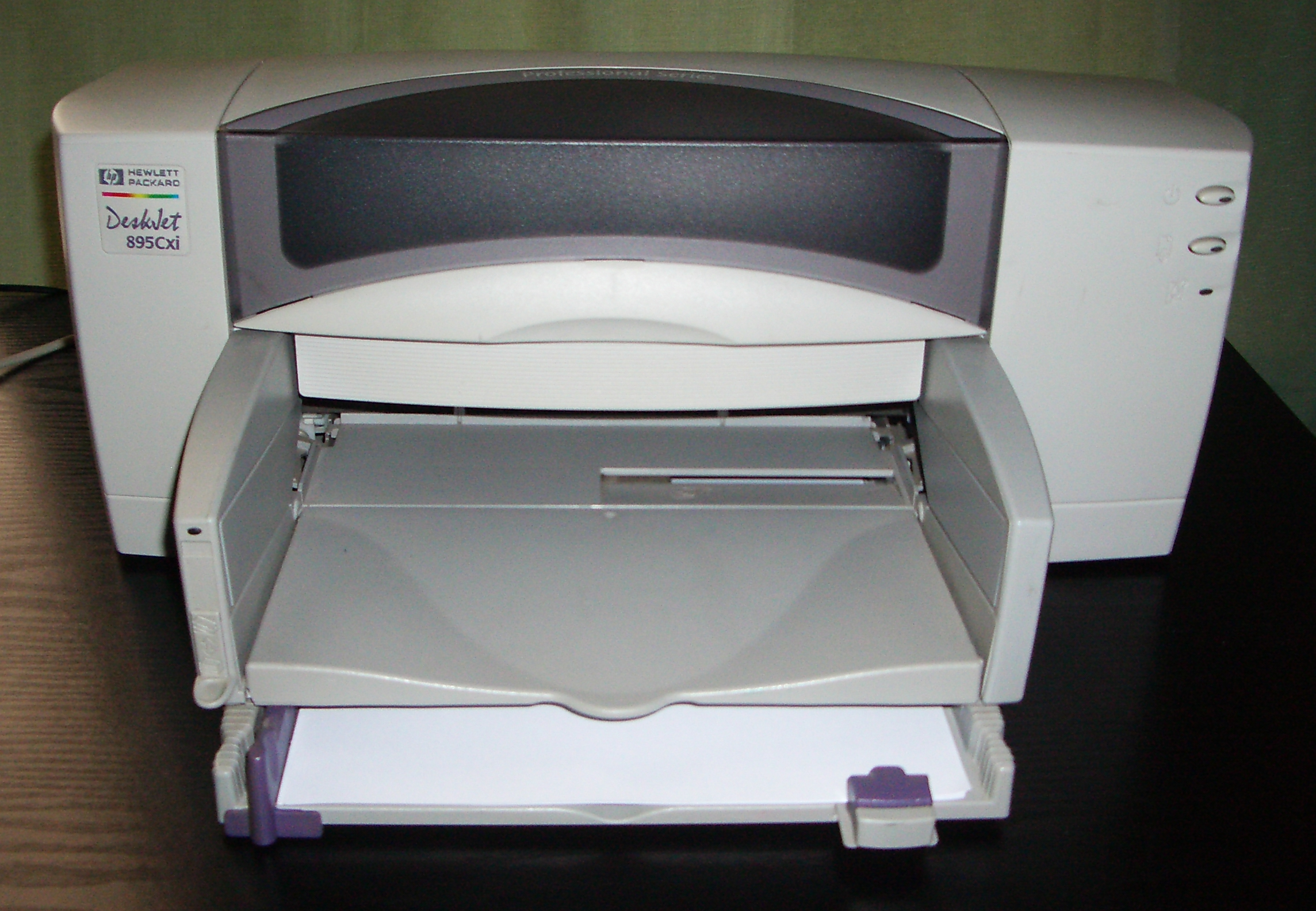
Impressora HP Deskjet

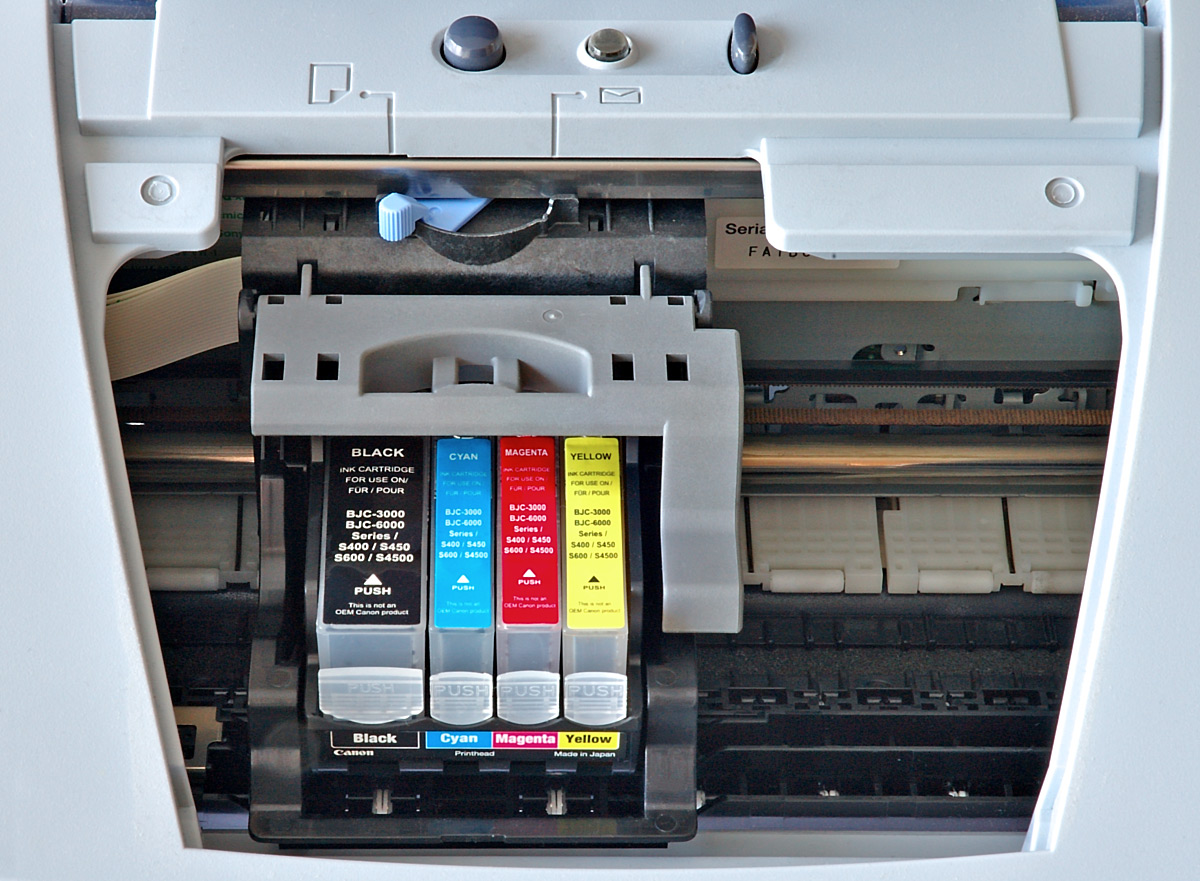
Cartutxos de tinta

L'injecció de tinta (en anglès inkjet, més rarament inkjet) és una tecnologia d'impressió que consisteix a projectar minúscules gotes de tinta sobre el substrat a imprimir. Molt utilitzada en les impressores multifunció.

## Descripció

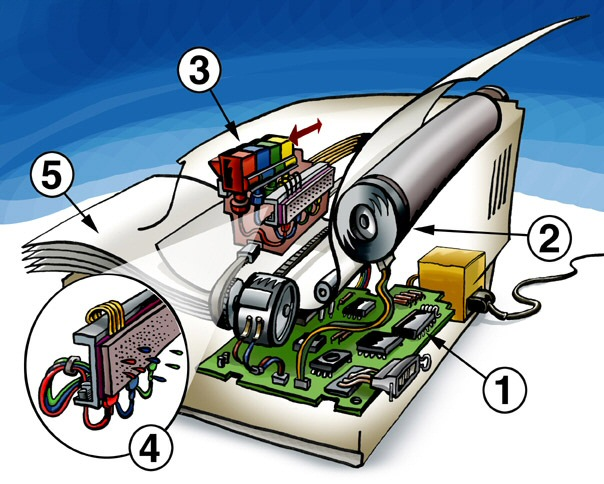
Diagrama de funcionament d'una impressora d'injecció de tinta

La típica impressora d'injecció de tinta té un carro que es mou d'anada i tornada per tota l'amplada del full, que al seu torn es mou perpendicularment al carro mitjançant un sistema de rodets que l'accionen.
Els capçals d'impressió es fixen al carro, la tasca del qual és projectar gotes de tinta molt petites, amb un volum d'uns quants picolitres, sobre el full a través d'uns forats diminuts anomenats broquets. El mecanisme d'expulsió de gotes pot ser de dos tipus:
- tèrmica: a cada broquet es col·loca una resistència per on es fan passar polsos de corrent; amb cada pols, la resistència s'escalfa fins a uns centenars de graus en pocs microsegons i genera una bombolla de vapor a la tinta en contacte amb ella. L'expansió d'aquest últim fa que la gota sigui expulsada del broquet de dalt . Aquesta és la tecnologia més estesa a l'entorn domèstic/oficina i és utilitzada per Hewlett-Packard, Canon, Lexmark i Olivetti;
- piezoelèctric: sota cada broquet hi ha un petit canal envoltat d'un cristall piezoelèctric al qual s'envien impulsos elèctrics; cada impuls provoca la deformació del cristall i en conseqüència l'estrenyiment sobtat del canal i l'expulsió de la tinta; és la tecnologia que utilitza Epson.

La tinta es pren d'uns dipòsits anomenats cartutxos que poden contenir tinta lliure o tinta subjectada per una esponja; en els models d'impressora per a fulls de mida A4 i A3, aquests dipòsits solen ser petits i col·locats sobre el carro, per sobre dels capçals i, per tant, es mouen juntament amb ell. En aquests casos, alguns fabricants integren els capçals d'impressió als cartutxos i, per tant, l'esgotament de la tinta comporta la substitució del capçal: això afecta el cost del cartutx, però sempre garanteix l'eficiència dels capçals. A les impressores per a fulls més grans, anomenades incorrectament traçadors, els cartutxos de tinta es col·loquen generalment en un lloc fix i connectats al carro amb els capçals mitjançant tubs, de vegades la tinta està continguda en dipòsits reals que s'han d'omplir periòdicament.

### Injecció de tinta contínua
Al costat de les tecnologies descrites anteriorment caracteritzades per l'expulsió de tinta només quan cal (Drop On Demand Ink Jet) hi ha l'anomenat Continuous Ink Jet o continuous ink jet, una tecnologia molt utilitzada en processos d'impressió industrials i comercials per a grans volums. Es caracteritza per altes freqüències de raig que permeten una alta velocitat d'impressió. La resolució d'impressió que es pot obtenir arriba als 300 dpi i els diàmetres dels broquets varien entre 5 i 42 μm . Les tintes utilitzades són colorants i a base d'aigua o MEK (metil etil cetona) un tipus de dissolvent utilitzat en aquestes tintes. En aquest cas, la tinta es ruixa de forma continuada i es diposita o no sobre el paper, desviant el seu flux a través de sistemes, generalment electroestàtics, que el reciclen.

## Variants
Tot i que la tecnologia bàsica segueix sent la mateixa, hi ha nombroses diferències tant pel que fa a la velocitat com a la qualitat d'impressió. En particular, la impressió històrica a quatre colors s'està substituint cada cop més per la de sis colors . Algunes impressores de gamma alta combinen colors amb un poliment utilitzat quan cal qualitat fotogràfica. Aquest tipus de tecnologia també s'utilitza cada cop més per a la impressió sobre teixits, però també per dipositar diferents materials (adhesius, impermeabilitzants, etc.) Per exemple, les imatges impreses es poden fer mitjançant un sistema d'injecció de "tinta" que dibuixa el marc amb un material impermeable substituint el llarg procés de fotogravat.
Aquesta tecnologia ha tingut un èxit comercial considerable, de fet combina una bona qualitat d'impressió amb preus baixos i, per tant, s'ha consolidat tant en el mercat d'usuaris privats i d'oficines pel petit format, com en el dels estudis tècnics, la publicitat i la gràfica per a grans formats. En particular, per a aquest últim, és molt adequat per avaluar esborranys de pòsters a gran escala abans de començar la preparació de les matrius (oneroses) per a altres tecnologies d'impressió més adequades per a grans quantitats.

## Com funciona
En la majoria dels casos, les impressores d'injecció de tinta d'alimentació contínua o les impressores de sol·licitud s'utilitzen específicament per a aplicacions industrials. Pel que fa a les impressores Drop-On-Demand, la tinta es troba en una mena de dipòsit dins del capçal d'impressió. A l'interior es generen ones de sobrepressió i depressió que només permeten escapar del broquet les gotes de tinta realment necessàries. Per a aquest mètode, al seu torn, s'apliquen dos processos diferents en l'àmbit industrial.

### Injecció de tinta piezoelèctrica (PIJ)
Les impressores piezoelèctriques utilitzen l'anomenat efecte piezoelèctric : si es produeix una deformació elàstica del material piezoelèctric (cristalls o ceràmica piezoelèctrica), es genera una tensió elèctrica a la seva superfície. Per contra, el material es deforma si s'aplica una tensió elèctrica. L'element piezoelèctric produeix una breu deformació del broquet d'impressió. En aquest procés, es desenvolupa pressió sobre la tinta de manera que una gota s'expulsa del capçal d'impressió. Per evitar el flux continu i incontrolat de tinta des del broquet, la polaritat de la tensió a l'element piezoelèctric s'inverteix per produir una deformació en sentit contrari. Gràcies a aquesta solució es recupera la tinta.
Les impressores piezoelèctriques compleixen les expectatives amb una llarga vida útil del capçal d'impressió i una velocitat d'impressió extremadament alta.

### Injecció de tinta tèrmica (TIJ)
En condicions normals, la tinta és gruixuda i té una certa tensió superficial . Per aquest motiu no surt prematurament del cartutx. Els cartutxos de tinta de les impressores d'injecció de tinta tèrmica tenen una sèrie de cambres minúscules equipades amb calefacció elèctrica en les quals es genera una bombolla de vapor per pols. Aquest últim empeny la gota de tinta a través del broquet i la col·loca exactament sobre el material a imprimir. La contracció de la bombolla de vapor assegura que la tinta s'introdueixi a les cambres des del dipòsit de tinta i s'expulsa en una centèsima d'una milionèsima de segon.
Les impressores d'injecció de tinta tèrmica (tècnicament també anomenades codificadors d'injecció de tinta tèrmica) imprimeixen de manera particularment barata, però ràpida i precisa.

## Aplicacions
A part de les impressores d'escriptori normals, la tecnologia d'injecció de tinta s'utilitza cada cop més per a la impressió de gran format (plotter) i la impressió de bobina industrial. Durant la fira Drupa 2008 es van presentar nombroses solucions d'impressió amb tecnologia d'injecció de tinta que permeten assolir velocitats d'impressió considerables com per poder ser utilitzades en alguns sectors de comunicacions transaccionals (extractes, facturació, extractes de comptes) i promocionals (transpromo).
Els capçals d'injecció de tinta de tecnologia piezoelèctrica s'han utilitzat anteriorment al món industrial per a la producció de panells LCD de vídeo i han dominat el mercat de gota sota demanda en impressió industrial i comercial durant les dues últimes dècades, perquè ofereixen un raig d'alta freqüència i una llarga durada. vida útil.